# Ögonlocksplastik

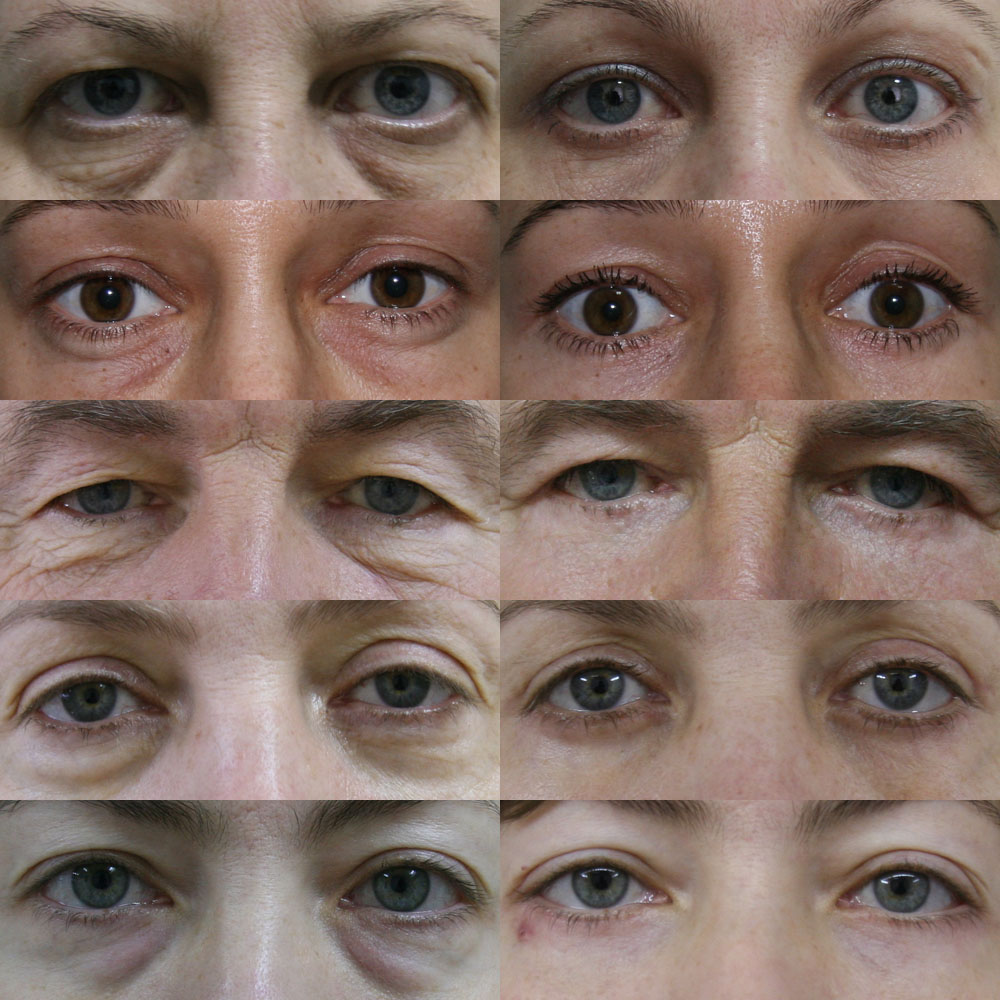
Före och efter ingrepp

Ögonlocksplastik (Blepharoplastik) utförs vid hängande ögonlock eller påsar under ögonen. Den korrigerar ej nedfallna ögonbryn eller rynkor i yttre ögonvrån (kråksparkar). När man gör en ögonlocksplastik på de övre ögonlocken avlägsnas överskottshud och eventuellt fett tas bort eller omfördelas. Detsamma gäller vid en operation av de undre ögonlocken för att avlägsna påsar under ögonen.
Ögonlockplastik är en av de vanligaste plastikkirurgiska ingreppen.